# 茹克利亞
茹克利亞（烏克蘭語：Жукля）是位於烏克蘭北部切爾尼希夫州裏科留基夫卡區的村莊，始建於1600年，面積3.34平方公里，海拔高度155米，2001年人口510，人口密度每平方公里152.6人。
51°48′51″N 32°39′37″E / 51.81417°N 32.66028°E